# Onsild Idrætsefterskole
Onsild Idrætsefterskole er en efterskole beliggende i Sdr. Onsild. Onsild Idrætsefterskole bygger på det grundtvigske livssyn og de Koldske skoletanker.
Skolen er beliggende i landsbyen Sdr. Onsild, ca. 7 km syd for Hobro. Skolen er startet på et lokalt initiativ i 1984.
Skolen har plads til 105 elever i 9. og 10. klasse og tilbyder prøveforberedende undervisning som i folkeskolen. På hvert elevhold optages et antal elever med fysisk handicap.